# Opius caboverdensis
Opius caboverdensis är en stekelart som beskrevs av Karl-Johan Hedqvist 1965. Opius caboverdensis ingår i släktet Opius och familjen bracksteklar. Inga underarter finns listade i Catalogue of Life.